# ВЕС Глобаль-Тех I
ВЕС Глобаль-Тех I (нім. Offshore-Windpark Global Tech I) — німецька офшорна вітроелектростанція, введена в експлуатацію у 2015 році.
Місце для розміщення ВЕС обрали у Північному морі за 138 км на північний захід від Емдена та за 180 км від Бремергафена, що використовувався як база при спорудженні станції. У 2012 році самопідіймальне судно Innovation розпочало роботи зі спорудження фундаментів типу «трипод». За один рейс воно брало по 3 такі конструкції разом із 3 палями для кожної. Останні мали довжину по 60 метрів та використовувались для надійного закріплення «триподів» на дні. Також можна відзначити, що два останні із вісімдесяти фундаментів встановив плавучий кран Stanislav Yudin.
У вересні наступного року інше самопідіймальне судно Thor розпочало монтаж власне вітрових агрегатів. Втім, невдовзі цими роботами зайнялись спеціалізовані судна, призначені для будівництва офшорних вітроелектростанцій. Bold Tern і Brave Tern змонтували 75 башт та гондол, а також під'єднали 22 комплекти лопатей. При цьому останній різновид роботи в основному взяли на себе судно Vidar та згадане вище Innovation, кожне з яких змонтувало по 29 комплектів лопатей.
Останню турбіну змонтували ще у 2014-му, проте повноцінний запуск ВЕС в експлуатацію відбувся навесні наступного року, коли для обслуговування процесу законтрактували на три місяці самопідіймальне судно Seajacks Hydra.
Офшорну трансформаторну підстанцію, котра підіймає напругу до 155 кВ, виконали як плавучу самопідіймальну споруду. Судно Atalanti під'єднало її двома кабелями завдовжки по 30 км до офшорної платформи BorWin alpha, яка перетворює змінний струм у прямий для подальшої подачі на берег за допомогою технології HVDC (лінії постійного струму високої напруги). Згодом, після спорудження платформи BorWin beta, планується перевести видачу електроенергії на неї.
Станція складається з розташованих на площі 41 км2 80 вітрових турбін AREVA M5000 з одиничною потужністю 5 МВт та діаметром ротора 116 метрів. Їх змонтували на баштах висотою 90 метрів у районі з глибинами моря від 38 до 41 метра.
Проєкт вартістю 1,6 млрд євро спільно реалізували HEAG Sudhessische Energy (24,9 %), Stadtwerke München (24,9 %), EGL Renewable Luxembourg Axpo (24,1 %) та ще кілька компаній. Він має виробляти 1,4 млрд кВт·год електроенергії на рік.